# Ібрагім Афеллай
Ібрагі́м Афелла́й (нід. Ibrahim Afellay; нар. 2 квітня 1986, Утрехт, Нідерланди) — нідерландський футболіст марокканського походження, півзахисник збірної Нідерландів та «Сток Сіті».

## Досягнення
ПСВ
- Чемпіон Нідерландів (4): 2004-05, 2005-06, 2006-07, 2007-08
- Володар Кубка Нідерландів (1): 2004-05
- Володар Суперкубка Нідерландів (1): 2008

 «Барселона»
- Переможець Ліги чемпіонів (1): 2010-11
- Володар Суперкубка УЄФА (1): 2011
- Чемпіон світу серед клубів (1): 2011
- Чемпіон Іспанії (1): 2010-11
- Володар Кубка Іспанії (1): 2011-12
- Володар Суперкубка Іспанії (2): 2011, 2013

 «Олімпіакос»
- Чемпіон Греції (1): 2014-15
- Володар Кубка Греції (1): 2014-15

 Нідерланди
- Фіналіст чемпіонату світу (1): 2010